# De’ang
De’ang, Palaung (chiń. 德昂族, pinyin Dé’áng Zú; taj. ปะหล่อง palong) – grupa etniczna w chińskiej prowincji Junnan, zbiorcze określenie kilku ludów, posługujących się językami z grupy mon-khmer. Stanowią jedną z 55 oficjalnie uznanych mniejszości etnicznych w Chinach. Zamieszkują również Tajlandię i Birmę. Wyznają animizm i buddyzm therawada.